# Sévernaya Ozeréyevka
Sévernaya Ozeréyevka (del ruso: Севе́рная Озере́евка) es un seló de la unidad municipal de la ciudad de Novorosíisk del krai de Krasnodar, en el sur de Rusia. Está situado en la península de Abráu, a orillas del río Diursó, 11.5 km al oeste de Novorosíisk y 113 km al suroeste de Krasnodar, la capital del krai. Tenía 420 habitantes en 2010. Pertenece al distrito rural de Abráu-Diursó.